# Feurstein-Haus

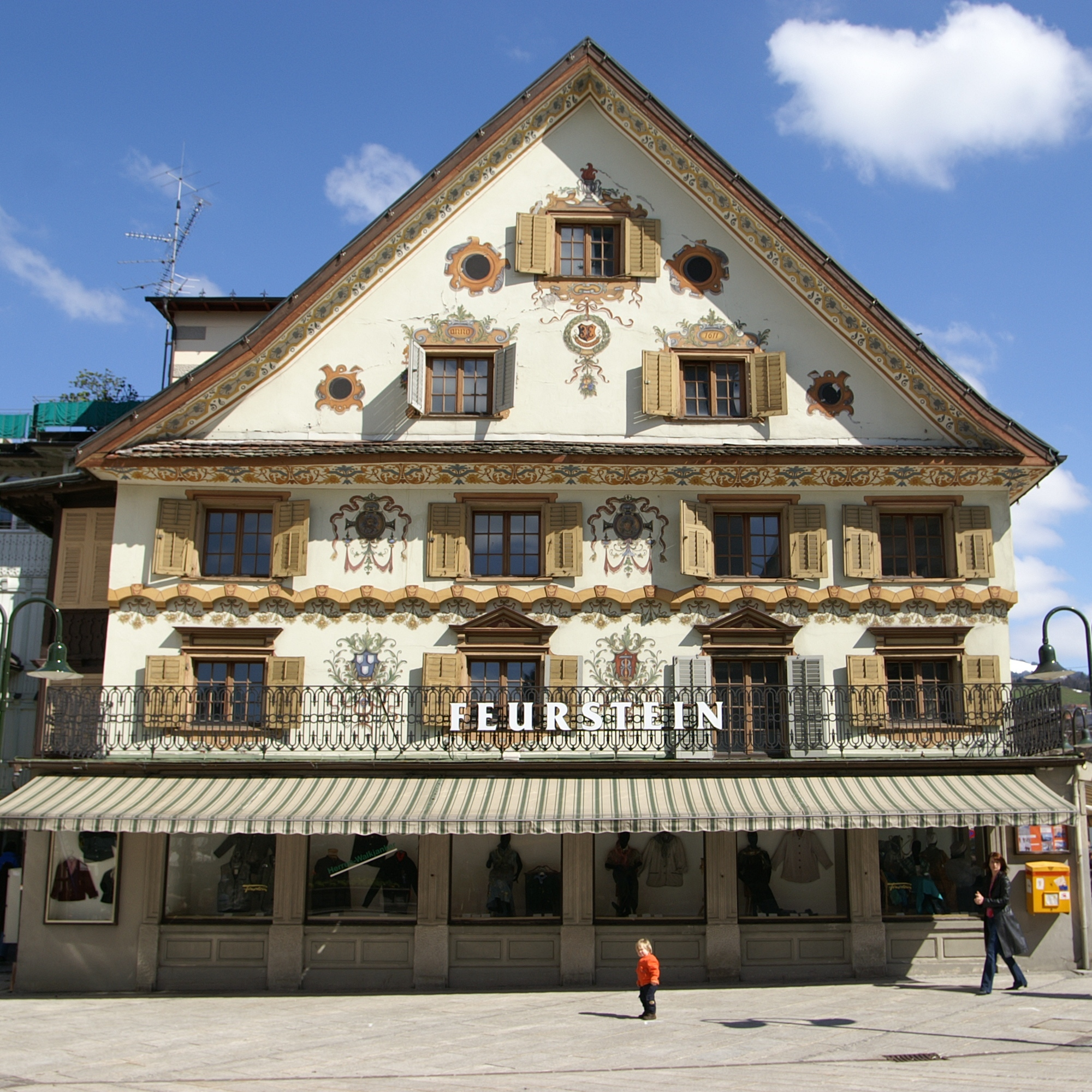
Zentrale Ansicht des Gebäudes zum Marktplatz hin

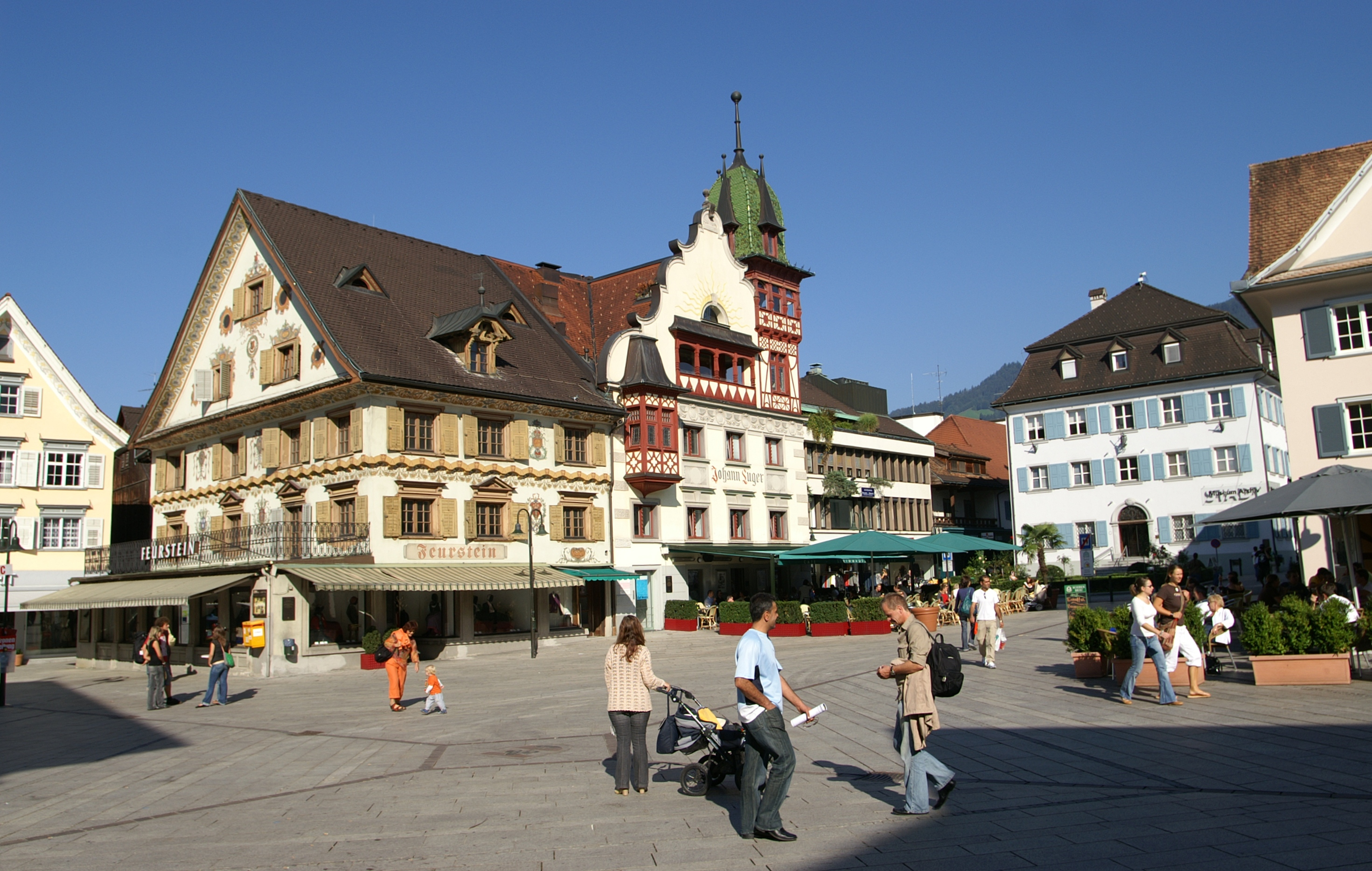
Ansicht des Feurstein-Hauses im Verbund mit dem Johann-Luger-Haus (rechts daneben das Lorenz-Rhomberg-Haus)

Das Feurstein-Haus (teilweise auch fälschlich als Feuerstein-Haus bezeichnet) ist ein unter Denkmalschutz stehendes Gebäude im Ortszentrum der österreichischen Stadt Dornbirn. Das Haus befindet sich direkt am Marktplatz im Zentrum der Stadt und ist mit seiner reich bemalten Fassade eines der auffälligsten Gebäude im Ortskern.

## Geschichte
Baulich mit dem Feurstein-Haus verbunden ist das Johann-Luger-Haus, das allerdings erst nachträglich anstelle des ehemaligen Stadels des Feurstein-Hauses errichtet wurde. Das Feurstein-Haus selbst ist direkt zur Stadtpfarrkirche St. Martin hin ausgerichtet und ornamental bemalt. Es wurde im Jahr 1611 anstelle eines mittelalterlichen Vorgängerbaus an derselben Stelle errichtet und im 18. Jahrhundert erweitert. Zwischenzeitlich war im 19. Jahrhundert das Gasthaus Adler in dem zentral gelegenen Gebäude ansässig. Seinen Namen erhielt das Feurstein-Haus allerdings von dem Kaufmann Raimund Feurstein, der im 19. Jahrhundert ein Geschäftslokal in dem Gebäude am Marktplatz betrieb.
Die charakteristische Neorenaissancemalerei, die die heutige Fassade des Feurstein-Hauses prägt, entstand im Zuge einer Renovierung im Jahr 1897, Klebdächer zum Schutz der Fenster verleihen dem Gebäude ein bürgerliches Aussehen. Zuletzt wurde das Gebäude in den Jahren 1951 und 1981 restauriert. Heute beherbergt das Feurstein-Haus im Erdgeschoß wieder ein Geschäftslokal, das seine Schaufenster zum Marktplatz hin geöffnet hat.